# 山口次郎 (地本問屋)
山口 次郎（やまぐち じろう、生没年不詳）とは明治時代の東京の地本問屋。

## 来歴
明治年間に東京府神田区松富町4番地において地本問屋を営業している。豊原国周、小林清親の錦絵を出版している。

## 作品
- 豊原国周 「月梅薫朧夜 大川幡峰吉殺しの段」 大判3枚続 錦絵 明治21年
- 小林清親 「高貴徳川継続の写像」 大判3枚続 錦絵